# Рифифи
„Рифифи“ (на френски: Du rififi chez les hommes) е френско-италиански филм от 1955 година, криминален трилър на режисьора Жул Дасен по негов сценарий в съавторство с Огюст Льо Бретон и Рене Велер.  Главните роли се изпълняват от Жан Серве, Карл Мьонер, Робер Манюел, Жул Дасен и Мари Сабуре. 

## Сюжет
В центъра на сюжета е сложен и прецизно планиран обир на бижутерски магазин в Париж, след успешното приключване на който участниците са изнудвани от местен гангстер.

## В ролите
| Актьор          | Роля               |
| --------------- | ------------------ |
| Жан Серве       | Тони               |
| Карл Мьонер     | Жо                 |
| Робер Манюел    | Марио Ферати       |
| Жул Дасен       | Сезар              |
| Мари Сабуре     | Мадо               |
| Магали Ноел     | Вивиан             |
| Клод Силван     | Ида, жана на Марио |
| Марсел Луповичи | Пиер Грутер        |
| Робер Осейн     | Реми Грутер        |
| Пиер Грасе      | Луи Грутер         |
| Доминик Морин   | Тонио              |
| Жанин Дарси     | Луис, жена на Жо   |

## Награди и номинации
На Кинофестивала в Кан „Рифифи“ печели наградата за режисура и е номиниран за „Златна палма“. 